# 그리스 해군

그리스 해군(Hellenic Navy, HN, 그리스어: Πολεμικό Ναυτικό, 로마자 표기: Polemikó Naftikó, 문자 그대로 '전쟁 해군'을 의미, 약어로 ΠΝ)은 그리스의 해군으로 그리스 군대의 일부이다. 현대 그리스 해군은 역사적으로 그리스 독립 전쟁에 참전했던 다양한 에게해 섬의 해군 출신이다. 군주제 기간(1833~1924년 및 1936~1973년) 동안에는 그리스 왕립 해군(Βασιλικόν Ναυτικόν, Vasilikón Naftikón, 약칭 ΒΝ)으로 알려졌다.
그리스 해군은 지역해군(그린워터 해군)이다. 함대의 총 배수량은 약 150,000톤이다. HN은 또한 다수의 해군 항공 부대를 운영하고 있다.
그리스 해군의 모토는 펠로폰네소스 전쟁 직전 페리클레스의 연설에 대한 투키디데스의 설명에서 나온 "Μέγα τὸ τῆς θαλάσσις κράτος"이다. 이것은 "바다의 지배는 중대한 문제이다"로 번역되었다.